# Torstjärnarna (Överhogdals socken, Härjedalen, 690742-144574)
Torstjärnarna är en sjö i Härjedalens kommun i Härjedalen och ingår i Ljusnans huvudavrinningsområde.